# Pařížské povstání
Pařížské povstání proběhlo během druhé světové války v létě roku 1944. Účastnila se ho i takzvaná Československá bojová družina. Boje skončily osvobozením Paříže francouzskou a americkou armádou.